# 三角彎線䲁
三角彎線䲁（學名：Helcogramma inclinata），為輻鰭魚綱䲁形目三鰭䲁科的其中一種，亨利·威德·福勒於1946年對其進行了描述，分布於西太平洋區，包括日本、台灣、菲律賓等海域，棲息深度0至9公尺，生活在岩礁區，本魚體型小呈圓柱狀，雄魚頭下半由吻端到胸鰭基為黑色，背鰭硬棘15-19枚、背鰭軟條9-11枚、臀鰭硬棘1枚、臀鰭軟條18-22枚，體長可達4.6公分，不具食用價值。

## 外部連結
- 三角彎線鳚的圖片

## 擴展閱讀
維基物種上的相關：三角彎線鳚